# Oberlienz
Oberlienz é um município da Áustria, situado no distrito de Lienz, no estado do Tirol. Tem 33,76 km² de área e sua população em 2019 foi estimada em 1.495 habitantes.